# Pouru-aux-Bois
Pouru-aux-Bois és un municipi francès situat al departament de les Ardenes i a la regió del Gran Est. L'any 2007 tenia 286 habitants.

## Demografia

### Població
El 2007 la població de fet de Pouru-aux-Bois era de 286 persones. Hi havia 88 famílies de les quals 4 eren unipersonals (4 homes vivint sols), 28 parelles sense fills, 48 parelles amb fills i 8 famílies monoparentals amb fills.
La població ha evolucionat segons el següent gràfic:
Habitants censats

### Habitatges
El 2007 hi havia 118 habitatges, 95 eren l'habitatge principal de la família, 11 eren segones residències i 12 estaven desocupats. 114 eren cases i 2 eren apartaments. Dels 95 habitatges principals, 87 estaven ocupats pels seus propietaris, 7 estaven llogats i ocupats pels llogaters i 1 estava cedit a títol gratuït; 2 tenien dues cambres, 6 en tenien tres, 27 en tenien quatre i 60 en tenien cinc o més. 70 habitatges disposaven pel capbaix d'una plaça de pàrquing. A 33 habitatges hi havia un automòbil i a 56 n'hi havia dos o més.

### Piràmide de població
La piràmide de població per edats i sexe el 2009 era:
| Homes | Edats   | Dones |
| ----- | ------- | ----- |
| 0     | 95 o +  | 0     |
| 4     | 90 a 94 | 0     |
| 0     | 85 a 89 | 4     |
| 4     | 80 a 84 | 0     |
| 0     | 75 a 79 | 4     |
| 0     | 70 a 74 | 0     |
| 12    | 65 a 69 | 0     |
| 8     | 60 a 64 | 4     |
| 4     | 55 a 59 | 8     |
| 20    | 50 a 54 | 4     |
| 16    | 45 a 49 | 12    |
| 0     | 40 a 44 | 8     |
| 8     | 35 a 39 | 4     |
| 16    | 30 a 34 | 8     |
| 16    | 25 a 29 | 8     |
| 12    | 20 a 24 | 8     |
| 0     | 15 a 19 | 0     |
| 12    | 10 a 14 | 8     |
| 12    | 5 a 9   | 0     |
| 8     | 0 a 4   | 8     |

## Economia
El 2007 la població en edat de treballar era de 186 persones, 124 eren actives i 62 eren inactives. De les 124 persones actives 118 estaven ocupades (73 homes i 45 dones) i 7 estaven aturades (2 homes i 5 dones). De les 62 persones inactives 25 estaven jubilades, 11 estaven estudiant i 26 estaven classificades com a «altres inactius».

### Ingressos
El 2009 a Pouru-aux-Bois hi havia 98 unitats fiscals que integraven 298,5 persones, la mediana anual d'ingressos fiscals per persona era de 15.236 €.

### Activitats econòmiques
Dels 5 establiments que hi havia el 2007, 1 era d'una empresa extractiva, 1 d'una empresa de fabricació d'altres productes industrials, 1 d'una empresa de construcció i 2 d'empreses classificades com a «altres activitats de serveis».
Dels 2 establiments de servei als particulars que hi havia el 2009, 1 era un guixaire pintor i 1 perruqueria.
L'any 2000 a Pouru-aux-Bois hi havia 6 explotacions agrícoles que ocupaven un total de 351 hectàrees.

## Equipaments sanitaris i escolars
El 2009 hi havia una escola elemental integrada dins d'un grup escolar amb les comunes properes formant una escola dispersa.

## Poblacions més properes
El següent diagrama mostra les poblacions més properes.